# Sydney Pickrem
Sydney Pickrem (Dunedin, Estados Unidos, 21 de mayo de 1997) es una deportista canadiense que compite en natación.
Participó en tres Juegos Olímpicos de Verano, obteniendo una medalla de bronce en Tokio 2020, en el relevo 4 × 100 m estilos, el sexto lugar en Río de Janeiro 2016 y otro sexto lugar en París 2024, en la prueba de 200 m estilos.
Ganó siete medallas en el Campeonato Mundial de Natación entre los años 2017 y 2024, seis medallas en el Campeonato Mundial de Natación en Piscina Corta, entre los años 2021 y 2024, y una medalla de plata en el Campeonato Pan-Pacífico de Natación de 2018.
En los Juegos Panamericanos obtuvo cuatro medallas, plata y bronce en 2015 y dos de oro en 2023.
Desde 2024 es la entrenadora asistente de los equipos masculino y femenino de natación de la Universidad de Virginia Occidental.
Estudió el grado de Kinesiología en la Universidad de Texas A&M.

## Palmarés internacional
| Juegos Olímpicos                    | Juegos Olímpicos        | Juegos Olímpicos  | Juegos Olímpicos  |
| Año                                 | Lugar                   | Medalla           | Prueba            |
| ----------------------------------- | ----------------------- | ----------------- | ----------------- |
| 2020                                | Tokio (Japón)           | Medalla de bronce | 4 × 100 m estilos |
| Campeonato Mundial                  |                         |                   |                   |
| Año                                 | Lugar                   | Medalla           | Prueba            |
| 2017                                | Budapest (Hungría)      | Medalla de bronce | 400 m estilos     |
| 2019                                | Gwangju (Corea del Sur) | Medalla de bronce | 200 m braza       |
| 2019                                | Gwangju (Corea del Sur) | Medalla de bronce | 200 m estilos     |
| 2019                                | Gwangju (Corea del Sur) | Medalla de bronce | 4 × 100 m estilos |
| 2024                                | Doha (Catar)            | Medalla de plata  | 200 m estilos     |
| 2024                                | Doha (Catar)            | Medalla de bronce | 200 m braza       |
| 2024                                | Doha (Catar)            | Medalla de bronce | 4 × 100 m estilos |
| Campeonato Mundial en Piscina Corta |                         |                   |                   |
| Año                                 | Lugar                   | Medalla           | Prueba            |
| 2021                                | Abu Dabi (EAU)          | Medalla de oro    | 200 m estilos     |
| 2021                                | Abu Dabi (EAU)          | Medalla de oro    | 4 × 200 m libre   |
| 2021                                | Abu Dabi (EAU)          | Medalla de plata  | 4 × 100 m estilos |
| 2022                                | Melbourne (Australia)   | Medalla de plata  | 4 × 200 m libre   |
| 2022                                | Melbourne (Australia)   | Medalla de bronce | 4 × 100 m estilos |
| 2024                                | Budapest (Hungría)      | Medalla de bronce | 4 × 100 m libre   |
| Juegos Panamericanos                |                         |                   |                   |
| Año                                 | Lugar                   | Medalla           | Prueba            |
| 2015                                | Toronto (Canadá)        | Medalla de plata  | 400 m estilos     |
| 2015                                | Toronto (Canadá)        | Medalla de bronce | 200 m estilos     |
| 2023                                | Santiago (Chile)        | Medalla de oro    | 200 m braza       |
| 2023                                | Santiago (Chile)        | Medalla de oro    | 200 m estilos     |
| Campeonato Pan-Pacífico             |                         |                   |                   |
| Año                                 | Lugar                   | Medalla           | Prueba            |
| 2018                                | Tokio (Japón)           | Medalla de plata  | 200 m estilos     |